# Beauval Communal Cemetery
Beauval Communal Cemetery is een begraafplaats gelegen in de Franse plaats Beauval (Somme). De militaire graven worden onderhouden door de Commonwealth War Graves Commission.
De begraafplaats telt 249 geïdentificeerde Gemenebest graven, waarvan 248 uit de Eerste Wereldoorlog en een uit de Tweede Wereldoorlog.